# Општина Беидауд (Тулћа)
Беидауд (рум. Beidaud) општина је у Румунији у округу Тулћа.
Oпштина се налази на надморској висини од 212 m.